# Pulsar (Band)
Pulsar ist eine französische Progressive-Rock-Band, die Anfang der 1970er Jahre in Lyon gegründet wurde.

## Bandgeschichte
Gilbert Gandil, Jacques Roman und Victor Bosch kannten sich bereits seit Ende der 1960er, als sie in einem Jugendclub zum Spielen von Rhythm-and-Blues-Coverversionen zusammenfanden. Der Besuch eines Konzertes von Pink Floyd sollte jedoch ihre musikalische Ausrichtung nachhaltig beeinflussen. Anfang der 1970er Jahre gründeten sie mit Philippe Roman Pulsar, Roland Richard stieß 1974 dazu, im Jahr darauf erschien ihr Debütalbum Pollen beim britischen Label Kingdom Records. Obwohl Pulsar oft mit Pink Floyd verglichen wurden, zeigte ihr symphonischer Progressive Rock durch Einflüsse aus Psychedelic Rock, Space Rock und Krautrock eine gewisse Eigenständigkeit.
Im Februar 1976 verließ Philippe Roman aus gesundheitlichen Gründen die Band und wurde durch Michel Masson ersetzt. Im April begannen Aufnahmen zum zweiten Album, The Strands of the Future erschien im September. Mit viel Kritikerlob, 40.000 verkauften Platten in sechs Monaten und einem Vertrag bei CBS Records bedeutete es den Durchbruch für Pulsar. Ihr ambitioniertestes Werk, Halloween, sollte jedoch noch folgen. Das Album entstand unter dem Einfluss von Werken Gustav Mahlers und Luchino Viscontis und wurde im Dezember 1977 veröffentlicht. Es folgte eine Europa-Tournee.
Seit den 1980er Jahren nimmt Louis Paralis den Posten des Bassisten ein. Pulsar begannen eine Zusammenarbeit mit Musiktheater-Regisseur Bruno Carlucci und adaptierten Peter Handkes Begrüßung des Aufsichtsrates. Danach wurde es immer ruhiger um die Band, deren Mitglieder sich nun verstärkt anderen musikalischen Projekten widmeten. Pulsar lösten sich jedoch nie auf, sondern kamen immer wieder für Auftritte zusammen und veröffentlichten 1989 und 2007 nochmals Alben.

## Diskografie
- 1975: Pollen
- 1976: The Strands of the Future
- 1977: Halloween
- 1981: Bienvenue au conseil d’administration
- 1989: Görlitz
- 2007: Memory Ashes